# استيطان الهند

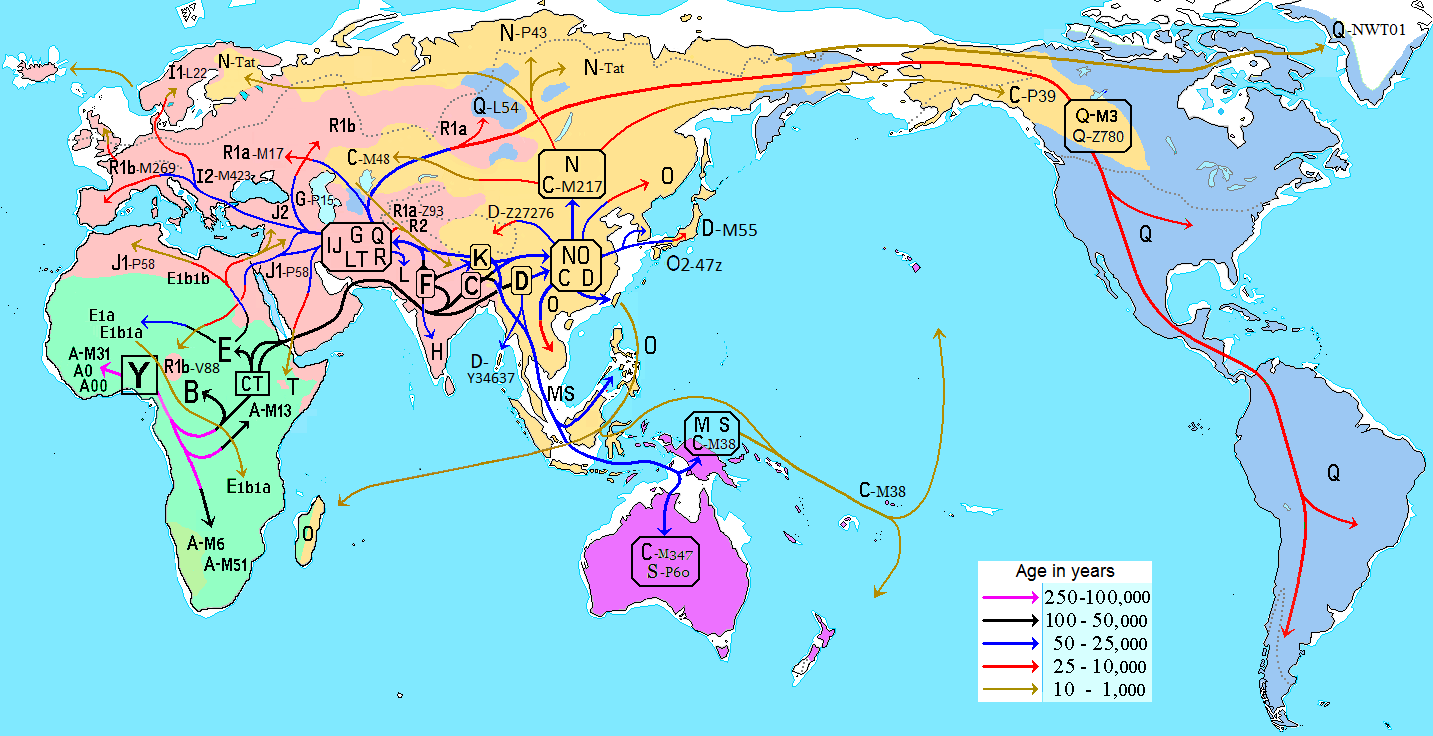
التشتت المتتالي للأنساب البشرية أثناء انتشار أورافراسيا.

يشير مصطلح استيطان الهند إلى هجرة الإنسان العاقل إلى شبه القارة الهندية. استقر الإنسان الحديث تشريحًا الهند في موجات متعددة من الهجرات المبكرة على مدى عشرات الآلاف من السنين. جاء المهاجرون الأوائل مع الهجرة الساحلية / الانتشار الجنوبي منذ 65000 عام، وبعد ذلك حدثت هجرات معقدة داخل جنوب وجنوب شرق آسيا. هاجر الصيادون والقطافون من غرب آسيا (الإيرانيون) إلى جنوب آسيا بعد العصر الجليدي الأخير ولكن قبل بدء الزراعة. جنبا إلى جنب مع عدد صغير من الصيادين القدامى في جنوب آسيا، شكلوا سكان حضارة وادي السند (IVC).

## أول مستوطنين بشريين معاصرين

### قبل أو بعد توبا
إن تحديد تاريخ أول هجرة ناجحة للإنسان الحديث من إفريقيا أمر مثير للجدل.  ربما يكون قد حدث قبل أو بعد كارثة توبا، وهو انفجار بركاني فائق وقع بين 69000 و 77000 عام في موقع بحيرة توبا الحالية. وفقًا لمايكل بتراجليا، فإن الأدوات الحجرية المكتشفة أسفل طبقات رواسب الرماد في الهند في جوالابورام بولاية أندرا براديش تشير إلى انتشار ما قبل توبا. السكان الذين صنعوا هذه الأدوات غير معروفين على وجه اليقين حيث لم يتم العثور على بقايا بشرية.  إشارة إلى ما بعد توبا هي مجموعة هابلوغروب L3، التي نشأت قبل تشتت البشر من إفريقيا، ويمكن أن تعود إلى 60.000-70.000 سنة، «مما يشير إلى أن البشرية غادرت إفريقيا بعد آلاف السنين من توبا.» 

#### تأثير
تم الافتراض بأن انفجار توبا الفائق منذ حوالي 74000 عام دمر الكثير من غابات الهند المركزية، وغطتها بطبقة من الرماد البركاني، وربما جعل البشر في جميع أنحاء العالم في حالة شبه من الانقراض عن طريق غرق الكوكب فجأة في الجليد. العمر الذي كان من الممكن أن يستمر حتى 1800 عام. إذا كان هذا صحيحًا، فقد "يفسر الاختناق الواضح في التجمعات البشرية الذي يعتقد علماء الوراثة أنه حدث منذ ما بين 50000 و 100000 عام و "الافتقار النسبي للتنوع الجيني بين البشر على قيد الحياة اليوم".

## روابط خارجية
ملخص
- أخيليش بيلالاماري ، من أين أتى الهنود ، الجزء 1، الجزء 2 ، الجزء 3

علم الوراثة
- توني جوزيف (16 يونيو 2017)، كيف تعمل الجينات على تسوية الجدل حول الهجرة الآرية ، الهندوس
- توني جوزيف (2018)، كيف وصلنا نحن الهنود (ملخص ناراسيمهان (2018)
- Scroll.in ،"Aryan migration: Everything you need to know about the new study on Indian genetics". مؤرشف من الأصل في 2022-12-10. ، في Narasimhan (2018)
- The Economic Times (12 أكتوبر 2019)، كانت هجرة السهوب إلى الهند ما بين 3500-4000 عام: ديفيد رايش
- thepeoplingofindia.wordpress.com ، نيجريتو